# Saint-Christophe-sur-Avre
Saint-Christophe-sur-Avre is een gemeente in het Franse departement Eure (regio Normandië) en telt 151 inwoners (1999). De plaats maakt deel uit van het arrondissement Évreux.

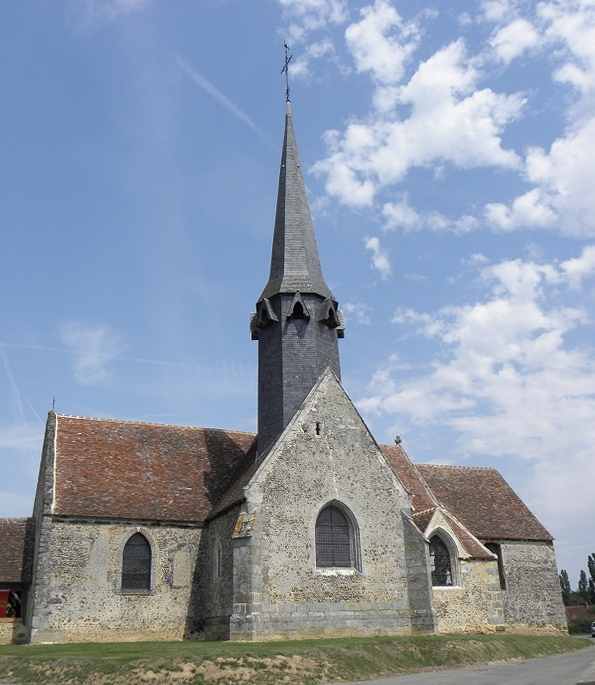
Kerk
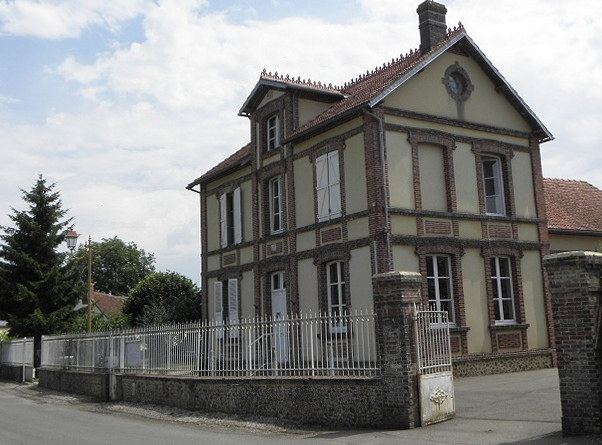
Gemeentehuis

## Geografie
De oppervlakte van Saint-Christophe-sur-Avre bedraagt 10,9 km², de bevolkingsdichtheid is 13,9 inwoners per km².
De onderstaande kaart toont de ligging van Saint-Christophe-sur-Avre met de belangrijkste infrastructuur en aangrenzende gemeenten.

## Demografie
Onderstaande figuur toont het verloop van het inwonertal (bron: INSEE-tellingen).